# Lawsonit
Lawsonit ist ein eher selten vorkommendes Mineral aus der Mineralklasse der Silikate und der Ordnung der Gruppensilikate (Sorosilikate) mit der chemischen Zusammensetzung CaAl2[(OH)2|Si2O7] • H2O. Durch Substitution kann nur ein kleiner Anteil Al3+ durch Fe2+/3+, Ti4+, Mg2+ und Ca2+ durch Na+ ersetzt werden.
Lawsonit kristallisiert im orthorhombischen Kristallsystem und entwickelt meist tafelige oder kurze, prismatische Kristalle die entweder farblos oder weiß, blaugrün beziehungsweise blaugrau gefärbt sein können.

## Etymologie und Geschichte
Benannt wurde Lawsonit nach dem schottisch-amerikanischen Geologen Andrew Cowper Lawson (1861–1952). 

## Klassifikation
In der veralteten 8. Auflage der Mineralsystematik nach Strunz gehörte der Lawsonit zur Mineralklasse der „Silikate“ und dort zur Abteilung „Gruppensilikate (Sorosilikate)“, wo er gemeinsam mit Ilvait in der „Lawsonit-Ilvait-Gruppe“ mit der Systemnummer VIII/B.05 steht.
In der zuletzt 2018 überarbeiteten Lapis-Systematik nach Stefan Weiß, die formal auf der alten Systematik von Karl Hugo Strunz in der 8. Auflage basiert, erhielt das Mineral die System- und Mineralnummer VIII/C.10-010. Dies entspricht der Klasse der „Silikate“ und dort der Abteilung „Gruppensilikate“, wo Lawsonit zusammen mit Cortesognoit, Hennomartinit, Ilvait, Itoigawait, Manganilvait und Noelbensonit eine unbenannte Gruppe mit der Systemnummer VIII/C.10 bildet.
Die von der International Mineralogical Association (IMA) zuletzt 2009 aktualisierte 9. Auflage der Strunz’schen Mineralsystematik ordnet den Lawsonit in die Klasse der „Silikate und Germanate“ und dort in die Abteilung „Gruppensilikate (Sorosilikate)“ ein. Hier ist das Mineral in der Unterabteilung „Si2O7-Gruppen mit zusätzlichen Anionen; Kationen in oktaedrischer [6]er- und größerer Koordination“ zu finden, wo es zusammen mit Hennomartinit, Itoigawait und Noelbensonit die „Lawsonitgruppe“ mit der Systemnummer 9.BE.05 bildet.
In der vorwiegend im englischen Sprachraum gebräuchlichen Systematik der Minerale nach Dana hat Lawsonit die System- und Mineralnummer 56.02.03.01. Das entspricht der Klasse der „Silikate“ und dort der Abteilung „Gruppensilikate: Si2O7-Gruppen und O, OH, F und H2O“. Hier findet er sich innerhalb der Unterabteilung „Gruppensilikate: Si2O7-Gruppen und O, OH, F und H2O mit Kationen in [4] und/oder >[4]-Koordination“ in der „Lawsonit-Ilvait-Gruppe“, in der auch Hennomartinit, Ilvait, Noelbensonit, Itoigawait und Manganilvait eingeordnet sind.

## Bildung und Fundorte
Lawsonit ist ein typisches Mineral der Blauschiefer-Metamorphose (Hochdruck-Niedrigtemperatur) und entsteht aus der Umwandlung von basaltischen und gabbroiden Gesteinen. Daher findet man Lawsonit hauptsächlich in Kollisionsorogenen.
Fundorte sind unter anderem Port Macquarie in Australien, die Alpen in Deutschland, der Apennin und Korsika in Italien, Briançon in Frankreich, Salzburg in Österreich und die Provinz Villa Clara in Kuba.

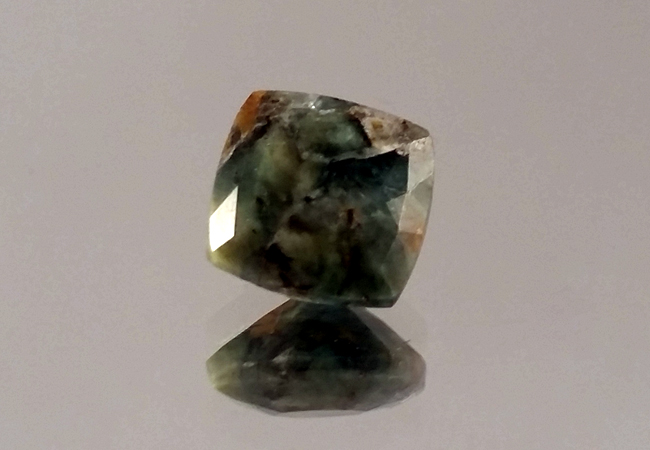
Geschliffener Chrom Lawsonit, 1.50 ct, aus Griechenland

## Morphologie
Meist ist Lawsonit tafelig nach {010} ausgebildet, seltener leicht gestreckt als gedrungenes Prisma. Oft liegt Lawsonit auch xenomorph und als körniges Aggregat vor.

## Kristallstruktur
Lawsonit kristallisiert orthorhombisch in der Raumgruppe Cmcm (Raumgruppen-Nr. 63) mit den Gitterparametern a = 5,85 Å; b = 8,79 Å und c = 13,13 Å sowie 4 Formeleinheiten pro Elementarzelle.